# Mabel's Awful Mistakes
Mabel's Awful Mistakes és una pel·lícula muda de la Keystone dirigida per Mack Sennett i protagonitzada per ell mateix, Mabel Normand i Ford Sterling. La pel·lícula, d’una bobina, es va estrenar el 12 de maig de 1913. La W.H. Productions Company la va reestrenar amb el títol "Her Deceitful Lover" el 1918 i actualment es considera una pel·lícula perduda.

## Argument
Jones acusa el xicot de Mabel, Smith, de ser un bígam. Aleshores aquest lliga Mabel a una serra i Smith ha d’estar aturant la roda fins que pot arribar la policia.

## Repartiment
- Mabel Normand (Mabel)
- Mack Sennett (Jones)
- Ford Sterling (Smith)
- Edgar Kennedy